# Edward Maya
Eduard Marian Ilie (Bucarest, Rumania, 29 de junio de 1986), más conocido como Edward Maya, es un cantante, DJ, compositor y productor de música house rumano.

## Biografía
Se graduó en el 'George Enescu Music High School' en Bucarest y actualmente es alumno de último año de la Universidad Nacional de Música de Bucarest.
A los 19 años de edad compuso junto a Eduard Carcota la canción «Tornerò», interpretada por Mihai Trăistariu, que representó a Rumanía en el Festival de la Canción de Eurovisión de 2006, obteniendo la cuarta posición. Tras esto, colaboró con diferentes artistas rumanos (Akcent, Shantel, Costi Ioniţă, Vika Jigulina, Cassa Loco, Studio One, DjRynno, Dj Sava, Marius Nedelcu, Blaxy Girls e Inna).
En 2008 produjo el álbum que ayudó a relanzarse a la banda Akcent, apareciendo en el mercado musical internacional con éxitos como «Stay with Me», «That's My Name» y «Lover's Cry».
En el verano de 2009, Edward presentó su primer sencillo como artista, «Stereo Love», que alcanzó el número 1 en la lista de éxitos rumana. Poco después se convirtió en un éxito en muchos lugares del mundo. Después del éxito de la canción, Maya comenzó una gira por todo el mundo.

## Discografía

### Álbumes
| Título               | Detalles del Álbum                         |
| -------------------- | ------------------------------------------ |
| The Stereo Love Show | - Lanzamiento: TBA - Discográfica: Mayavin |

### Sencillos
| Año                                                            | Título                                  | Posicionamiento en la lista | Posicionamiento en la lista | Posicionamiento en la lista | Posicionamiento en la lista | Posicionamiento en la lista | Posicionamiento en la lista | Posicionamiento en la lista | Posicionamiento en la lista | Posicionamiento en la lista | Posicionamiento en la lista | Posicionamiento en la lista | Certificaciones                                                                                           | Álbum                |
| Año                                                            | Título                                  | BEL (FLA)                   | CAN                         | FRA                         | GER                         | IRE                         | NDL                         | SPA                         | SWE                         | SWI                         | UK                          | US                          | Certificaciones                                                                                           | Álbum                |
| -------------------------------------------------------------- | --------------------------------------- | --------------------------- | --------------------------- | --------------------------- | --------------------------- | --------------------------- | --------------------------- | --------------------------- | --------------------------- | --------------------------- | --------------------------- | --------------------------- | --- | -------------------- |
| 2009                                                           | "Stereo Love" (feat. Vika Jigulina)     | 7                           | 19                          | 1                           | 4                           | 1                           | 5                           | 1                           | 1                           | 2                           | 4                           | 16                          | - BEL: Oro - CAN: 2x Platino - GER: Platino - SPA: 2× Platino - SWE: Platino - SWI: Platino - US: Platino | The Stereo Love Show |
| 2010                                                           | "This Is My Life" (feat. Vika Jigulina) | 4                           | —                           | 2                           | —                           | —                           | 24                          | —                           | 58                          | 43                          | —                           | —                           | | The Stereo Love Show |
| 2010                                                           | "Desert Rain" (feat. Vika Jigulina)     | —                           | —                           | —                           | —                           | —                           | —                           | —                           | —                           | —                           | —                           | —                           | | The Stereo Love Show |
| 2020                                                           | "Be Free" (feat. Vika Jigulina)         | —                           | —                           | —                           | —                           | —                           | —                           | —                           | —                           | —                           | —                           | —                           | |                      |
| "—" Denota que la canción no se posicionó en ese país o lugar. |                                         |                             |                             |                             |                             |                             |                             |                             |                             |                             |                             |                             | |                      |

### Otros sencillos
| Año  | Título                            | Posición en la lista | Certificaciones | Álbum    |
| Año  | Título                            | CAN                  | Certificaciones | Álbum    |
| ---- | --------------------------------- | -------------------- | --------------- | -------- |
| 2010 | "Stereo Love" (feat. Mia Martina) | 10                   | - CAN: Platino  | Devotion |